# FC Bayern München (Turnen)
| FC Bayern München          | FC Bayern München                                 |
| -------------------------- | ------------------------------------------------- |
| Logo des FC Bayern München |                                                   |
| Vereinsdaten               |                                                   |
| Gegründet:                 | 1974                                              |
| Liga                       | Herren: 1. Bundesliga                             |
| Abteilungsleiter:          | Uli Hager                                         |
| Mitglieder:                | 35 (2010)                                         |
| Sportstätte(n):            | Hallen interessierter Turnvereine rund um München |
| Anschrift:                 | Säbener Straße 51 81547 München                   |

Die Sportabteilung Turnen war eine von acht Nebenabteilungen des Haupt- und Fußballvereins FC Bayern München und bestand seit 1974. Sie betrieb Leistungssportförderung mit dem Ziel des Spitzensports in der olympischen Disziplin Kunstturnen. Bernhard Simmelbauer nahm 1984 (gemeinsam mit Wolfgang Wagner) und 1988 an den Olympischen Spielen und 1985 an der Weltmeisterschaft in Montreal teil.
2003 belegte die Mannschaft den 3. Platz in der 1. Bundesliga Gruppe B. Nachdem die Mannschaft in der eingleisigen 1. Bundesliga die Klasse bis 2007 hielt (2004: 6., 2005 6., 2006: 5., 2007: 6.) stieg sie 2008 mit dem achten Tabellenplatz in die 2. Bundesliga Süd ab. Mit dem Gewinn der Zweitligameisterschaft 2009 kehrte die Mannschaft zurück in die Erstklassigkeit und belegte zum Abschluss den 6. Tabellenplatz. Dem gegenwärtigen Bundesligakader gehört u. a. das Nationalmannschaftsmitglied Brian Gladow an. Nach dem Abstieg in die zweite Liga 2012 gelang 2013 direkte Wiederaufstieg in die erste Bundesliga.
Kurz darauf wurde die Abteilung im Januar 2014 aufgelöst.

## Erfolge
- Deutscher Mannschaftsmeister 1983, 1986, 1987, 1988
- Zweiter der Mannschaftsmeisterschaft 1981, 1982, 1984, 1985, 1989
- Dritter der Mannschaftsmeisterschaft 1990